# Арменско гробище (Пловдив)
Арменското гробище в Пловдив е обособена част от Централен траурен парк в Пловдив.

## История
В миналото дворът на арменската църква в Пловдив е бил предназначен за гробище на заможни арменци от общността, както и за свещеници и висши духовници, починали в Пловдив. За обикновеното съсловие до Освобождението на България е ползвано гробище, което се е намирало на мястото на училище „Йоаким Груев“, малкия парк от източната му страна и част от Понеделник пазар.
На 15 март 1878 г. Пловдивската община отрежда парцел за арменски гробища с площ 12 дка, между православните и католическите гробища. През 1923 г. се изгражда параклис в арменски стил с централен купол на името на „Свети Йоан Кръстител“.
Във връзка с 50-ата годишнина от Геноцида, през 1965 г. е построен Възпоминателен паметник на жертвите на Геноцида по инициативата на Църковното настоятелство към арменската църква с подкрепата на арменците от града и съдействието на ръководството на организация „Ереван“. Паметникът е дело на скулптора Хазарос Бедросян. През 1994 – 1996 г. е построена нова сграда на мястото на старата къща за гробищния помощен персонал. Тя включва ритуална зала, стая за битови нужди и други помещения.
През 1997 г. е издигната бетонна стена с височина 2 м. откъм северната и южната страна на гробищния парк.

## Характеристики на паметника
Паметникът има мраморни плочки с надписи на арменски език. От източната страна на пиедестал е скулптурната група – майка, прегърнала дете, олицетворяваща Майка Армения, поела грижите за своите сиротни деца. На върха на мемориалния паметник е укрепено земно кълбо с гълъб на него.

## Галерия
- Параклис „Свети Йоан Кръстител“
- Паметник на жертвите на геноцида